# Nerópolis
Nerópolis es un municipio de Brasil, situado en el estado de Goiás. Su población es de 22.710 habitantes, según las estimaciones a julio de 2006. Está situado a 24 kilómetros de Goiânia, de cuya área metropolina forma parte.
Limita con los municipios de Petrolina de Goiás, Nova Veneza, Anápolis, Goiânia y Ouro Verde de Goiás.

## Economía
La ciudad era considerada la capital del ajo del estado. También destaca la producción de dulces artesanos y la industria alimentaria, esta última en gran expansión.
- PIB: 174.424.437,00 R$ IBGE/2003
- Renta per cápita: 8.379,75 R$ IBGE/2003

- Datos: Q986284
- Multimedia: Nerópolis / Q986284